# Realidad (revista)
Realidad. Revista de Ideas fue una revista cultural y de pensamiento fundada por exiliados republicanos que se editó en Buenos Aires entre enero de 1947 y diciembre de 1949. La publicación, que tenía una clara orientación ensayística y crítica –de ahí su subtítulo “Revista de Ideas”–, estuvo dirigida por el filósofo Francisco Romero y tuvo como secretarios de redacción al escritor Francisco Ayala y al pedagogo Lorenzo Luzuriaga. La revista contó entre sus colaboradores con intelectuales y escritores de la talla de Arnold J. Toynbee, Martin Heidegger, T. S. Eliot, Pedro Salinas, Rosa Chacel, Jorge Luis Borges, Juan Ramón Jiménez, Norberto Bobbio, Julio Cortázar, Guillermo de Torre o Jean-Paul Sartre.

## Origen
Francisco Ayala explica en sus memorias, Recuerdos y olvidos, cómo se concibió la revista Realidad: 

La de lanzar una nueva revista en Buenos Aires fue idea de Eduardo Mallea […] Poco después comenzaron sus premiosas insinuaciones sobre la falta que estaba haciendo una revista de serio tono intelectual en aquella hora de confusión para el país. […] llegó por fin a concretarse el proyecto sobre la base de un pequeño capital aportado –o prometido– por las editoriales Sudamericana y Losada, la Imprenta López que servía a ambas y la señora [Carmen] Gándara en su calidad de escritora-mecenas, capital que, según los cálculos, permitiría sacar a luz la revista con números bimestrales durante un par de años.

Aunque Mallea quiso que el propio Ayala fuese el director de la revista, este propuso a Francisco Romero, quien al principio se negó a aceptar el cargo por falta de tiempo, pero que finalmente cedió tras asegurarle tanto Ayala como Luzuriaga que serían ellos quienes se encargarían de todo el trabajo. Como señala la investigadora Carolina Castillo Ferrer, Realidad “tenía como referentes la Revista de Occidente (1923-1936), de José Ortega y Gasset, y, en el ámbito anglosajón, The Criterion (1922-1939), de T. S. Eliot”.
El editorial del primer número (sin firma, pero redactado por Ayala) exponía en su último párrafo la filosofía de la revista:  

Realidad se llama esta publicación, porque intenta atender –desde nuestro mirador argentino y con la contribución de muchas mentes vueltas hacia el enigma de nuestro tiempo– a la vasta realidad contemporánea, a la que somos nosotros, a la total en la que deseamos insertar cada vez más nuestra presencia patente y operante. Le hemos puesto como subtítulo Revista de Ideas, porque en cuanto pensamiento y por el pensamiento interviene en lo real el escritor. [...] Hechos e ideas componen la maraña de lo real, sin excluir la idealidad que es ansia y prefiguración de lo futuro. [...] En este amplio sentido ponemos en nuestra portada realidad –síntesis del hecho y de la idea–, e ideas –suma del pensamiento y del ideal–.

## Trayectoria

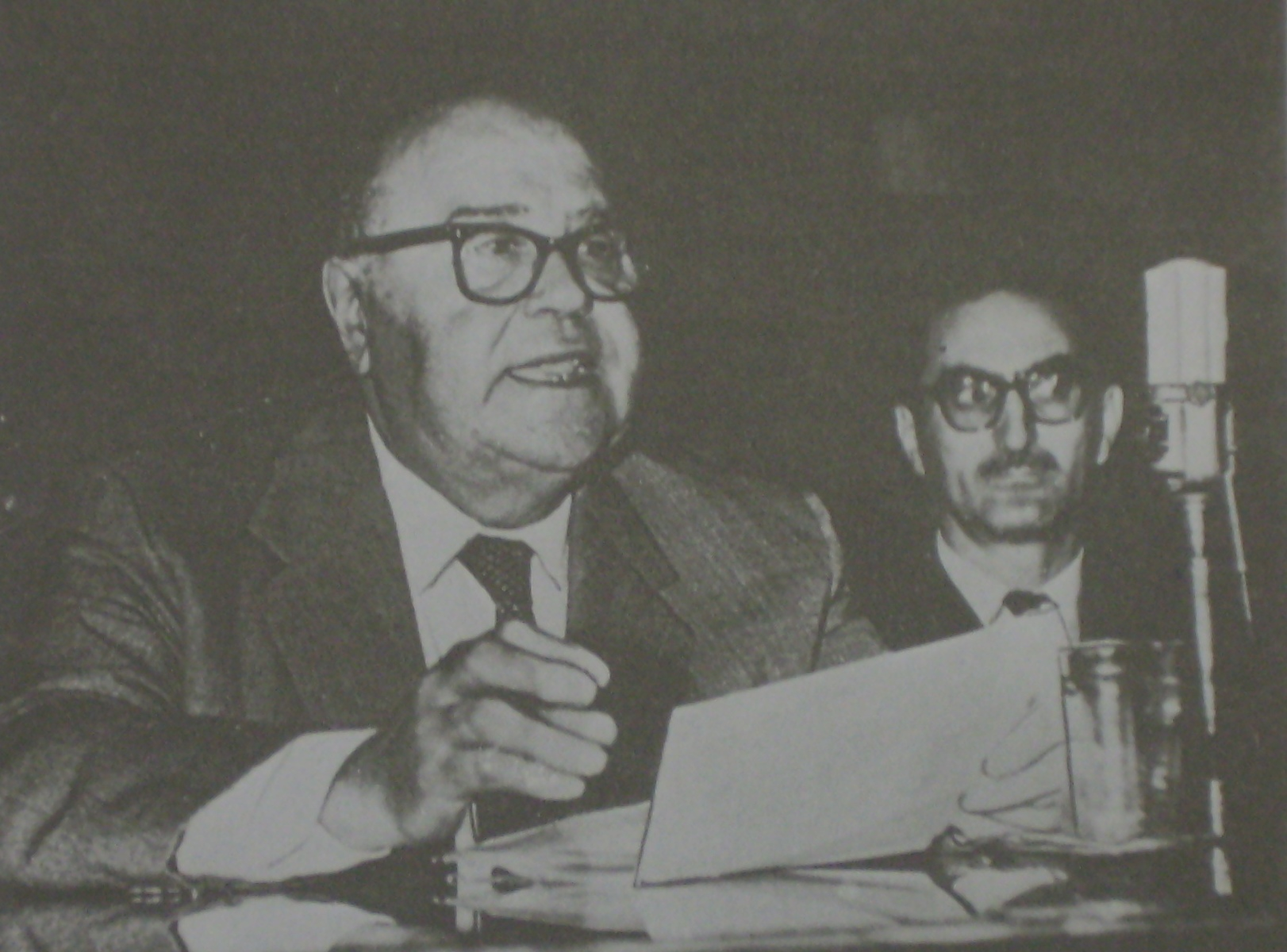
Francisco Romero, director de Realidad.

Se publicaron 18 números (“tomos” en la denominación de la revista) en los tres años de existencia de Realidad, cuya sede se encontraba en el número 119 de la bonaerense calle Defensa. Cada número contaba con unas primeras páginas publicitarias, principalmente de empresas editoras y de artes gráficas. A continuación, cinco o seis ensayos largos sobre diferentes áreas del ámbito cultural daban paso a textos de menor extensión que alternaban “reseñas de libros, semblanzas de personalidades del mundo de la cultura o el análisis crítico de algún aspecto en concreto de las artes y las ciencias”. Finalmente, aparecía la que fue la única sección fija a lo largo de los 18 números de Realidad: “Notas de libros”, dedicada a la reseña de novedades editoriales. Cervantes fue el protagonista del único número monográfico de la revista (n.º 5, septiembre-octubre de 1947). 
Finalmente, la falta de financiación, los nuevos proyectos de sus responsables y el clima político cada vez más opresivo de Argentina a finales de los cuarenta acabaron con la aventura editorial de Realidad a finales de 1949.
En 2007 la editorial Renacimiento publicó una edición facsímil de la revista con un prólogo de Luis García Montero.

## Consejo de redacción
- Director: Francisco Romero.
- Secretarios de redacción: Francisco Ayala y Lorenzo Luzuriaga.
- Consejeros: Amado Alonso, Francisco Ayala, Carlos Alberto Erro, Carmen Gándara, Lorenzo Luzuriaga, Eduardo Mallea, Ezequiel Martínez Estrada, Raúl Prébisch, Julio Rey Pastor, José Luis Romero, Sebastián Soler y Guillermo de Torre.

## Nómina de colaboradores

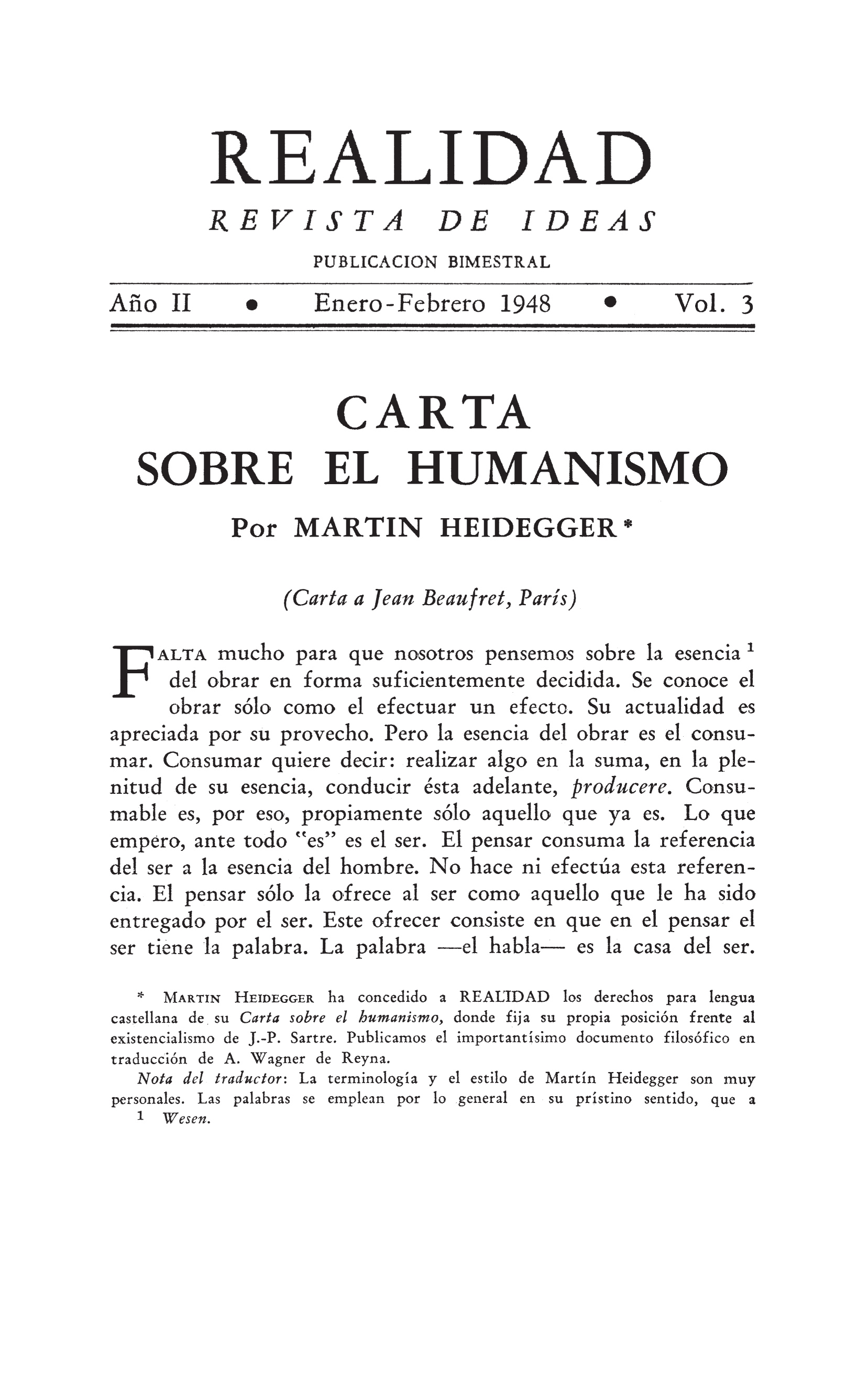
Primera publicación en español de la "Carta sobre el humanismo" de Martin Heidegger, aparecida en el tomo VII de Realidad (enero-febrero 1948).

En los 18 números de Realidad colaboraron 139 autores. Destacan las siguientes firmas: Francisco Romero, Carmen Gándara, Jorge Luis Borges, Ernesto Sábato, Eduardo González Lanuza, Eduardo Mallea, H. A. Murena, Fryda Shultz de Mantovani, Delia Isola, Sebastián Soler, Bernardo Canal Feijóo, Enrique Anderson Imbert, Julio Cortázar, Corpus Barga, Rosa Chacel, Antonio Espina, José Ferrater Mora, José Gaos, Juan Ramón Jiménez, Julio Rey Pastor, Adolfo Salazar, Eduardo Nicol, Pere Bosch Gimpera, Pedro Salinas, Claudio Sánchez-Albornoz, Américo Castro, Juan Andrade, Jesús Prados Arrarte, Segundo Serrano Poncela, Guillermo de Torre, Bertrand Russell, Marcel Bataillon, George Pendle, T.S. Eliot, Martin Heidegger, Cecília Meireles, Norberto Bobbio, Alfonso Reyes, Jean-Paul Sartre, Stephen Spender, Concha Zardoya y Arnold J. Toynbee.

## Polémicas
La principal controversia generada en las páginas de Realidad fue la mantenida por el historiador Claudio Sánchez-Albornoz y Francisco Ayala sobre el momento y los motivos de la decadencia de España en la Edad Moderna (números 2, 4 y 6). Otra polémica generada en el seno de la revista fue el debate sobre la existencia o no de una filosofía específicamente hispanoamericana, disputa protagonizada por los pensadores Risieri Frondizi y Aníbal Sánchez Reulet (número 8). Por último, cabe reseñar la polémica generada por la crítica de Adán Buenosayres publicada por Julio Cortázar en el número 14 (marzo-abril de 1949). La novela de Leopoldo Marechal, que había sido vilipendiada por la crítica, recibió los parabienes del autor de Bestiario, quien llegó a recibir “amenazas e insultos por teléfono”.